# Ostervogel
Beim Ostervogel handelt es sich um einen vor allem in der Pfalz, im Odenwald und im Hunsrück beheimateten, im Verschwinden begriffenen Brauch. Im nördlichen Ostpreußen nannte man ihn auch Frühlingsvogel.
Ein großes, ausgeblasenes Ei, zumeist ein Ei von einer Gans, wird mit Kopf und Flügeln aus Buntpapier oder Seidenpapier zu einem Vogel gestaltet und zu Ostern unter die Zimmerdecke gehängt. Der Vogel bleibt dort das ganze Jahr über hängen. Nach Hermann Kirchhoff kommt damit die „Osterfreude“ ins Haus und symbolisiert an jedem Sonntag ein kleines Osterfest.
Im Odenwald soll der Ostervogel den Heiligen Geist darstellen. Deshalb bildet ein Antlaßei, ein am Gründonnerstag gelegtes Ei, die Grundform für den Vogelkörper. In der Vergangenheit waren Ostervögel im Odenwald auch als Sonderform des Binseneis bekannt. Dabei wurden auf der Eierschale neben Papierflügeln und Papierköpfen auch Verzierungen aus Mehlkleister und dem Mark von Binsen angebracht.
Ostervögel sind auch mit dem Aberglauben verbunden. Angeblich habe man mit ihrer Hilfe Hexen und Zauberer identifizieren können. Der Vogel, der sich normalerweise im Luftzug bewegt, würde bewegungslos verharren, sobald eines dieser Wesen das Haus betritt. Eine besonders schnelle Drehung sei das Zeichen für den nahen Tod eines Haushaltsmitgliedes.